# Fenoxidy

Strukturní vzorec fenolátového aniontu

Fenoxidy (též fenoláty) jsou soli fenoxidového aniontu, vzniklého deprotonací hydroxylové skupiny fenolu, a estery fenolů. Vznikají reakcemi fenolů se silnými zásadami.

## Vlastnosti
Fenoxidy alkalických kovů, jako je fenoxid sodný, reagují s vodou za vzniku zásaditých roztoků. Při pH 10 se fenol a fenolátový anion v roztoku vyskytují v přibližně stejném množství.
Fenoxidový anion je nukleofilem podobně silným jako terciární aminy. Reakce kyslíkového atomu fenoxidových aniontů bývají kineticky výhodné, zatímco reakce na uhlíkových atomech jsou výhodné termodynamicky. Reakce zahrnující atomy kyslíku zpravidla vykazují nízkou selektivitu.

## Použití
Alkylarylethery je možné připravit Williamsonovou syntézou z fenolátu sodného a alkylhalogenidu:
C6H5ONa + CH3I → C6H5OCH3 + NaI
C6H5ONa + (CH3O)2SO2 → C6H5OCH3 + CH3OSO3Na
Kyselina salicylová se vyrábí Kolbeho–Schmittovou reakcí z oxidu uhličitého a fenolátu sodného.